# Boitzenhagen
Boitzenhagen is een klein dorp in de Duitse gemeente Wittingen in de deelstaat Nedersaksen.

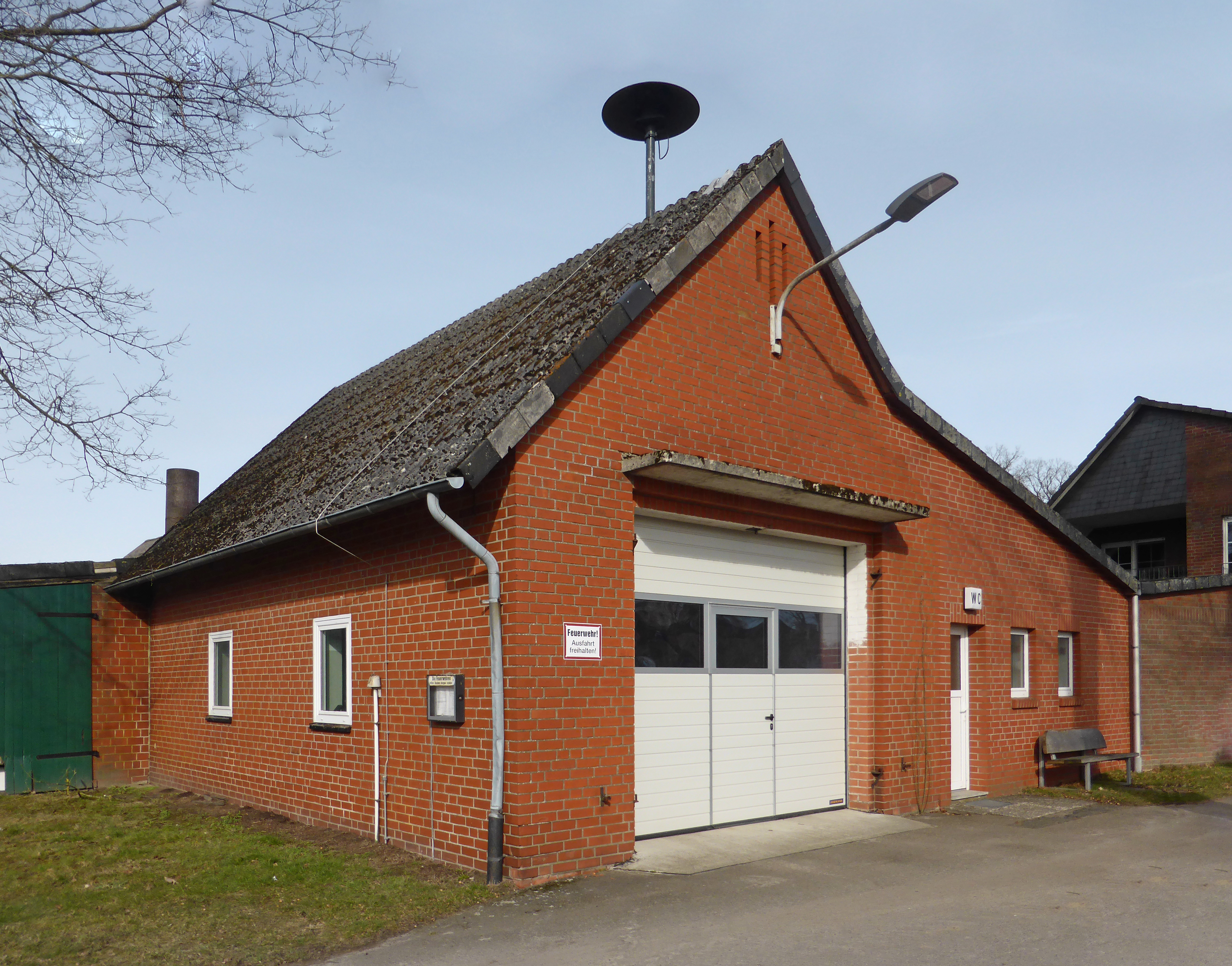
Brandweerkazerne
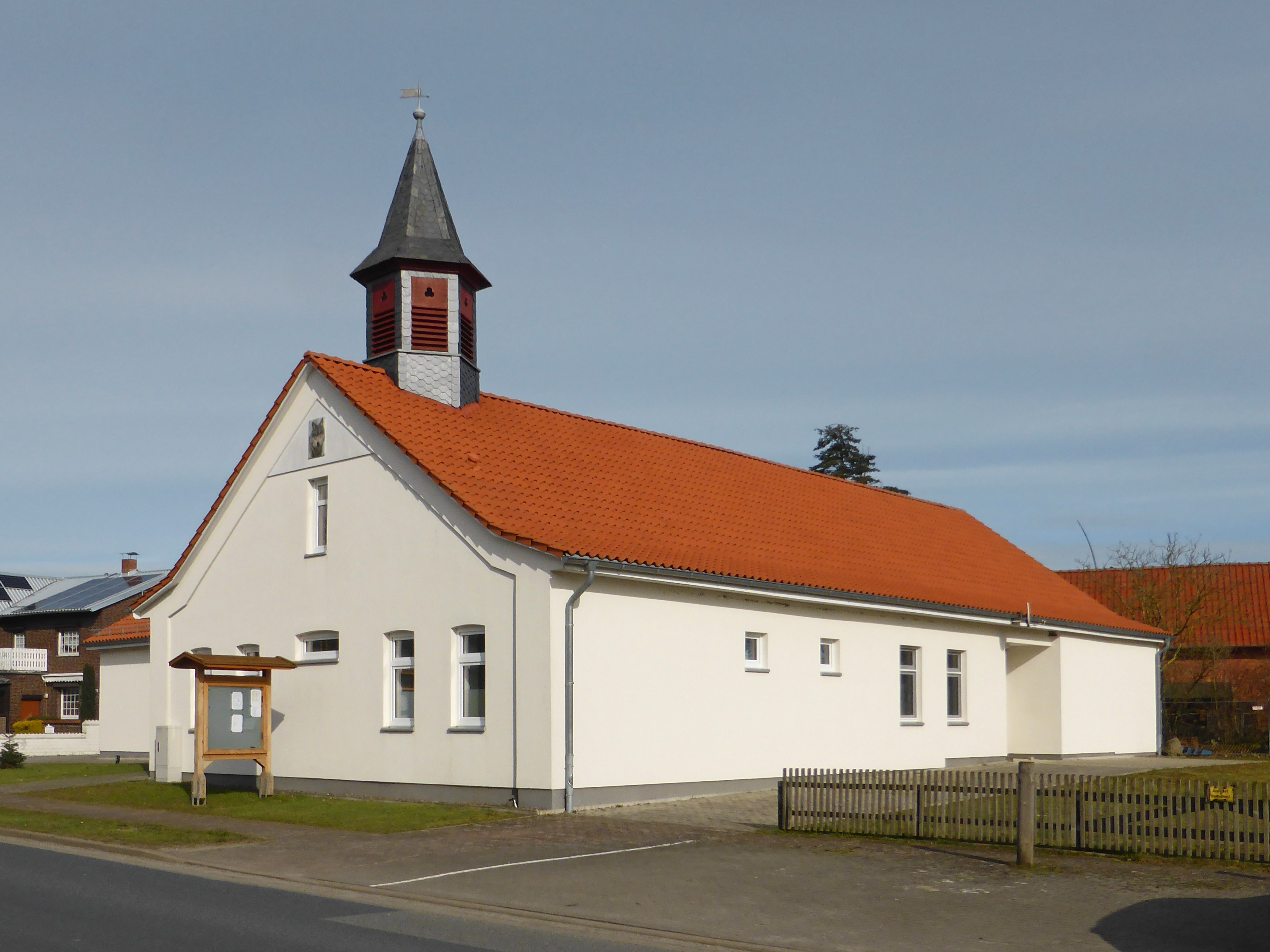
Buurthuiswerk
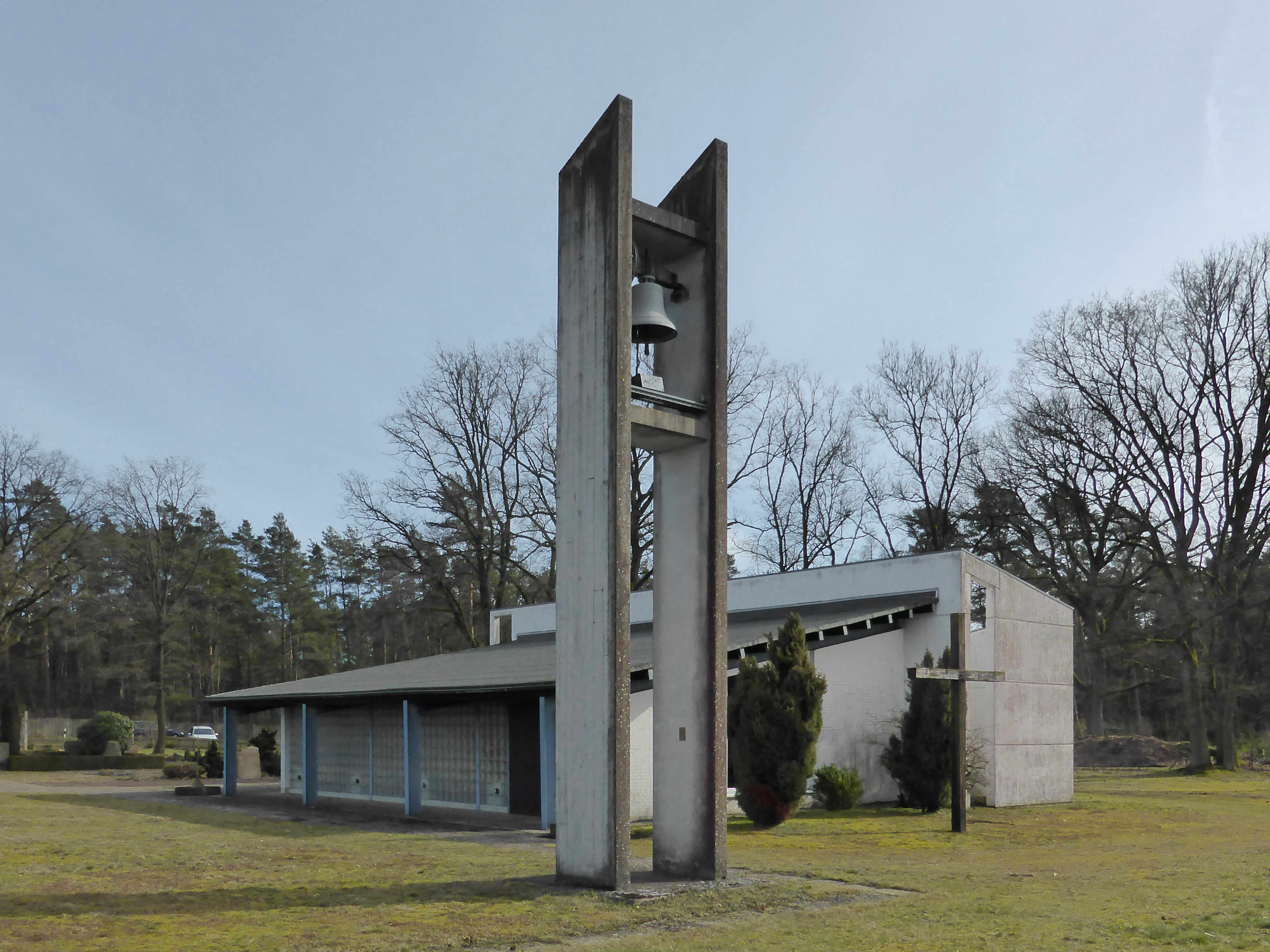
Begraafplaats
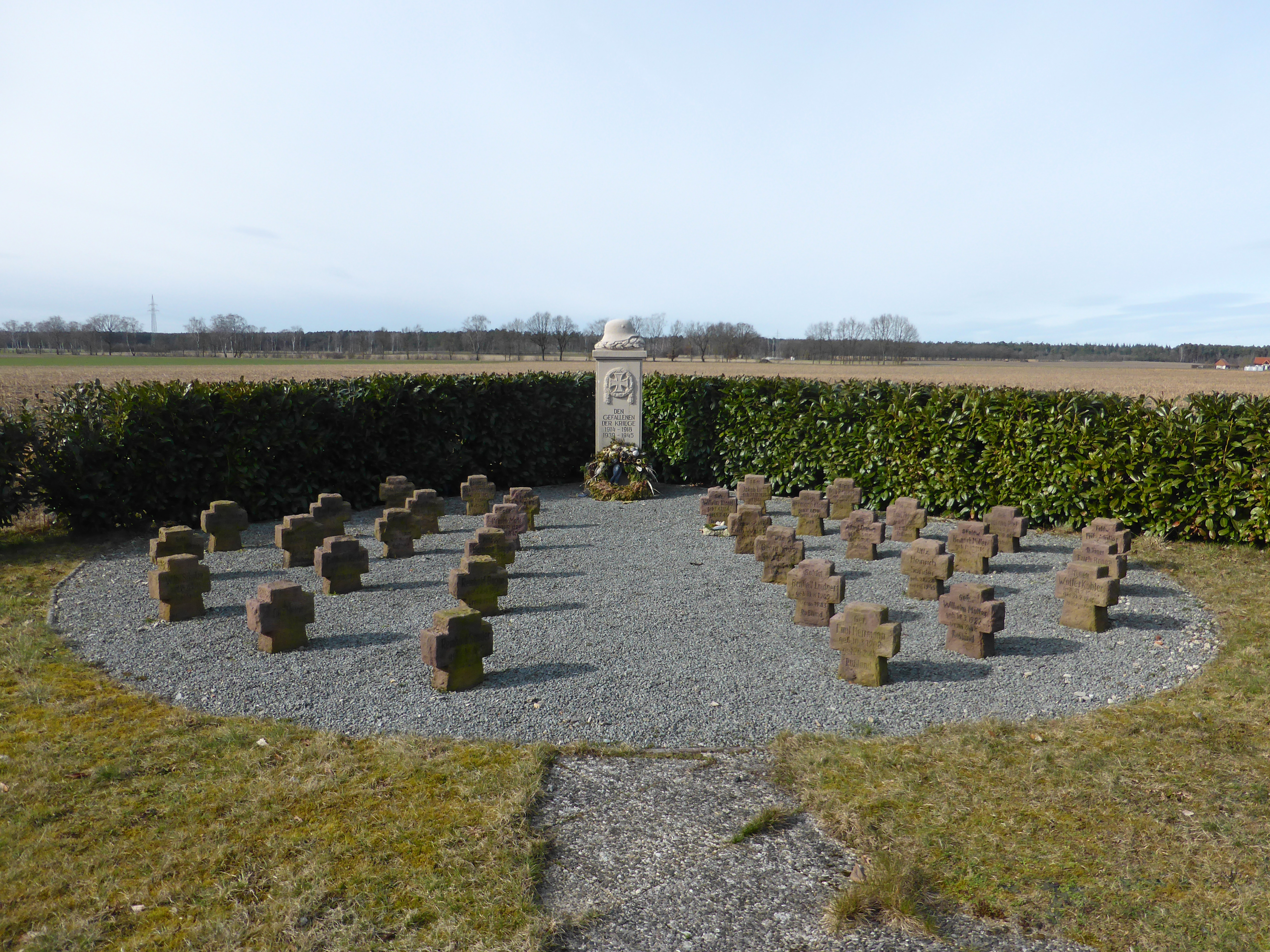
Oorlogsmonument

- Gemeinsame Normdatei: 1127667610
- Virtual International Authority File: 630148997626459870005